# Peltigera

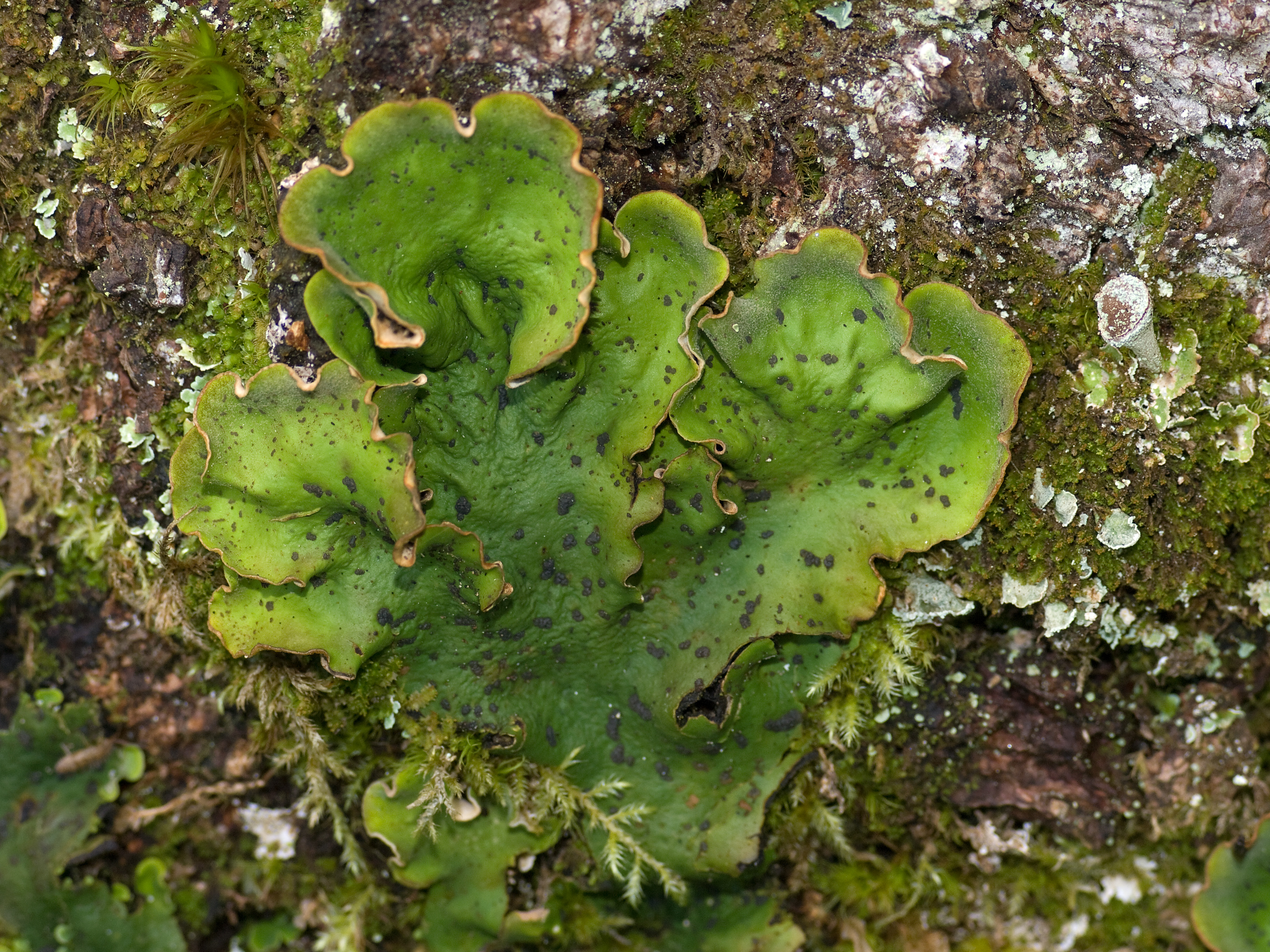
Pawężnica brodawkowata (Peltigera aphtosa)

Peltigera Willd. (pawężnica) – rodzaj grzybów z rodziny pawężnicowatych (Peltigeraceae). Ze względu na symbiozę z glonami, należącymi do rodzaju trzęsidło (Nostoc), zaliczany jest do porostów. Obejmuje co najmniej 75 gatunków. W 2018 ogłoszono, że zastosowanie analiz molekularnych w odniesieniu do komponenta grzybowego i sinicy 500 przedstawicieli tego rodzaju z 5 kontynentów pozwoliło zidentyfikować 88 gatunków, w tym 50 nowych dla nauki.

## Systematyka i nazewnictwo
Pozycja w klasyfikacji według Index Fungorum: Peltigeraceae, Peltigerales, Lecanoromycetidae, Lecanoromycetes, Pezizomycotina, Ascomycota, Fungi.
Synonimy naukowe: Antilyssa Haller ex M. Choisy, 
Byrsalis Neck. ex Kremp., 
Chloropeltigera (Gyeln.) Gyeln., 
Chloropeltis Clem., 
Hydrothyria J.L. Russell, 
Peltidea Ach., Method. Lich., 
Peltideomyces E.A. Thomas, 
Peltigeromyces E.A. Thomas ex Cif. & Tomas., 
Peltophora Clem., 
Placodion Adans.
Nazwa polska według Krytycznej listy porostów i grzybów naporostowych Polski.

## Gatunki występujące w Polsce
- Peltigera aphthosa (L.) Willd. 1787 – pawężnica brodawkowata
- Peltigera canina (L.) Willd. 1787 – pawężnica psia
- Peltigera collina (Ach.) Röhl. 1813 – pawężnica pagórkowa
- Peltigera degeni Gyeln. 1927 – pawężnica Degena
- Peltigera didactyla (With.) J.R. Laundon 1984 – pawężnica drobna
- Peltigera elisabethae Gyeln. 1927 – pawężnica Elżbiety
- Peltigera horizontalis (Huds.) Baumg. 1790 – pawężnica rozłożysta
- Peltigera hymenina (Ach.) Delise ex Duby 1830 – pawężnica sałatowa
- Peltigera lepidophora (Nyl.) Bitter 1904 – pawężnica tarczkowata
- Peltigera leucophlebia (Nyl.) Gyeln. 1926 – pawężnica żyłkowata
- Peltigera malacea (Ach.) Funck 1827 – pawężnica jabłkowata
- Peltigera membranacea (Ach.) Nyl. 1887 – pawężnica pergaminowa
- Peltigera monticola Vitik. 1994 – pawężnica forteczna
- Peltigera neckeri Hepp ex Müll. Arg. 1862 – pawężnica Neckera
- Peltigera neopolydactyla (Gyeln.) Gyeln. 1932 – pawężnica nibypalczasta
- Peltigera polydactylon (Neck.) Hoffm. 1790 – pawężnica palczasta
- Peltigera ponojensis Gyeln. 1931 – pawężnica węgierska
- Peltigera praetextata (Flörke ex Sommerf.) Vain. 1899 – pawężnica łuseczkowata
- Peltigera rufescens (Weiss) Humb. 1793 – pawężnica rudawa
- Peltigera scabrosa Th. Fr. 1861 – pawężnica szorstka
- Peltigera venosa (L.) Hoffm. 1790 – pawężnica żeberkowata

Wykaz gatunków (nazwy naukowe) na podstawie Index Fungorum. Nazwy polskie według checklist.
W Polsce większość gatunków z tego rodzaju objętych jest ścisłą ochroną lub częściową (zob. porosty chronione w Polsce).